# Toivo Jürgenson

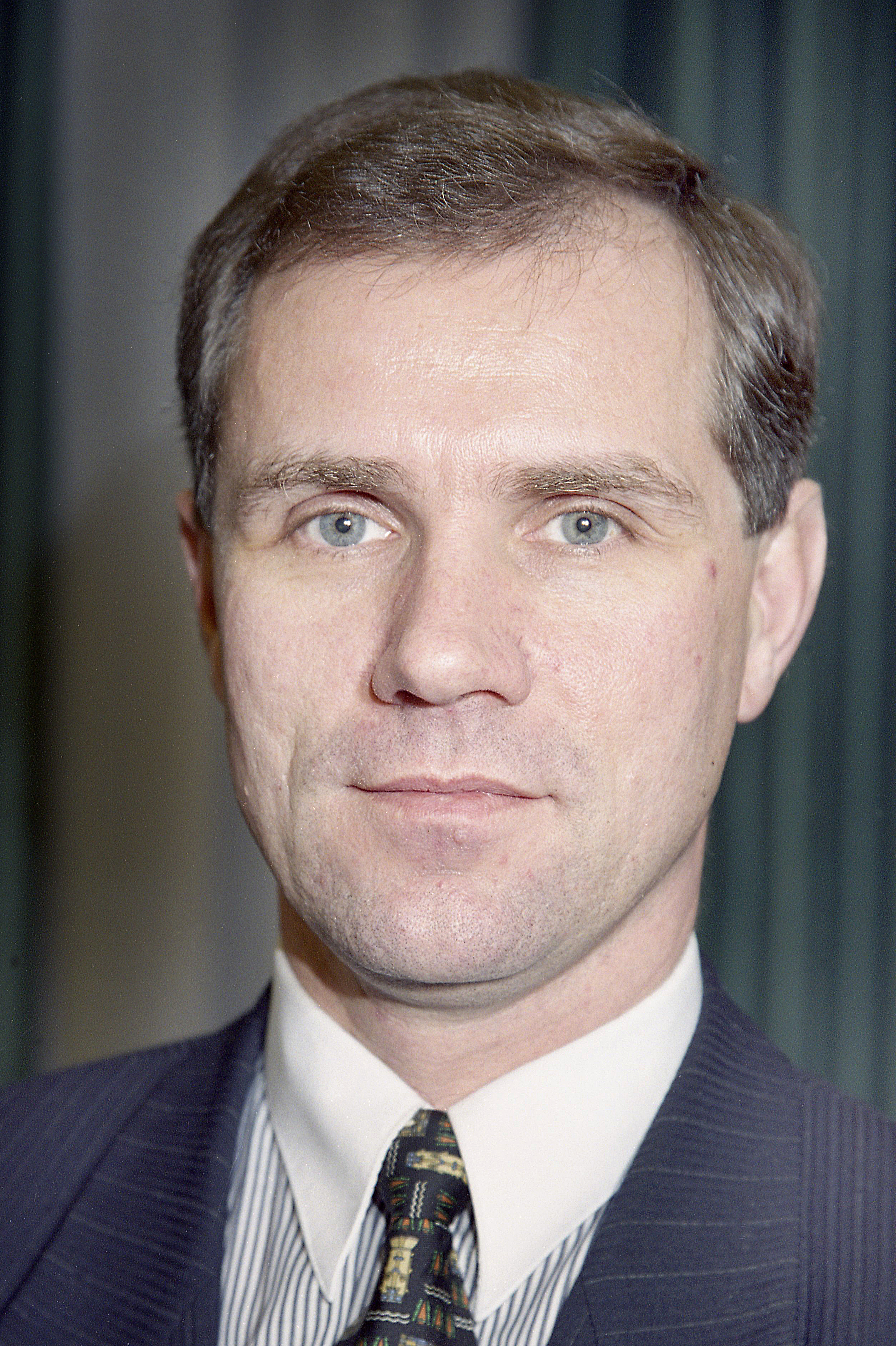
Toivo Jürgenson (1999)

Toivo Jürgenson (* 28. August 1957 in Tallinn) ist ein estnischer Politiker.
Von 1964 bis 1975 besuchte Toivo Jürgenson die Schule in Tallinn. Nach dem Abitur studierte er von 1975 bis 1980 Bauingenieurwesen an der Technischen Universität Tallinn. Anschließend war er in verschiedenen sowjetischen Betrieben und Planungskomitees tätig.
Toivo Jürgenson war 1988 einer der Gründer der Christlich-Demokratischen Partei Estlands (estnisch Eesti Kristlik-Demokraatliku Erakond), einer der ersten freien estnischen Parteien in der Gorbatschow-Zeit. Er war Vorstandsmitglied der Partei bis zur Fusion 1991 mit anderen politischen Gruppierungen, aus der 1995 die estnische Vaterlandsunion (Isamaaliit) hervorging. Bis 1998 blieb Jürgenson ihr Vorsitzender, bevor er von Mart Laar abgelöst wurde.
Toivo Jürgenson war von 1992 bis 2003 Mitglied des estnischen Parlaments (Riigikogu), von 1995 bis 1999 als Fraktionsvorsitzender der Vaterlandsunion. 1994/95 war Jürgenson Wirtschaftsminister im Kabinett von Ministerpräsident Andres Tarand und von 1999 bis 2002 Verkehrs- und Infrastrukturminister in den Kabinetten Laar I und Laar II.
Seit 2003 ist Toivo Jürgenson in der Privatwirtschaft tätig. Er ist unter anderem Vorstandsvorsitzender der Tallinner Flughafengesellschaft (AS Tallinna Lennujaam).
Toivo Jürgenson ist verheiratet und hat zwei Töchter.